# HMS King George V (1939)
HMS King George V (Корабль Его Величества «Кинг Джордж V») — второй британский линкор с этим именем (первый — 1911 года). Был заложен как головной корабль новой серии в 1937 году. Участвовал в сражениях Второй мировой войны.
По традиции имя первого линкора новой серии давалось в честь монарха, который должен был в дальнейшем занять трон, поэтому первоначально он был назван «Король Георг VI» (в честь Георга VI). Однако король поручил Адмиралтейству назвать корабль в честь его отца Георга V. «Кинг Джордж V» построен компанией Vickers-Armstrong на верфи ВМС в Walker, рядом с городом Ньюкасл-апон-Тайн. Он был заложен 1 января 1937 года, спущен на воду 21 февраля 1939 и вступил в строй.

## История службы
Был заложен 1 января 1937 года на верфи компании «Виккерс-Армстронг» (англ. Vickers-Armstrongs) в городе Тайн. Спущен на воду 21 февраля 1939 года, в строй официально вступил 11 декабря 1940 года. В январе 1941 года, ещё до достижения полной боевой готовности, линкор совершил переход через Атлантику, доставив в США нового британского посла. На обратном пути «Кинг Джордж V» прикрывал конвой. В марте 1941 года участвовал в рейде на Лофотенские острова.
В мае 1941 года был привлечён к операции против германского линкора «Бисмарк». 27 мая 1941 года совместно с линкором «Родней» вступил в бой с «Бисмарком» и выпустил по противнику 339 снарядов главного калибра и 660 универсального калибра. В дальнейшем действовал в районе Северной Атлантики, прикрывая операции британского флота, а также конвои с поставками в СССР. 1 мая 1942 года, в ходе одной из таких операций, протаранил свой же эсминец «Пенджаби». Эсминец затонул, от взрыва находившихся на нём глубинных бомб линкор получил серьёзные повреждения носовой части.
После ремонта «Кинг Джордж V» вновь стал флагманским кораблём Флота метрополии и прикрывал арктические конвои. Летом 1943 года перешёл на Средиземное море и был включён в состав Соединения H. 10-11 июля 1943 года проводил отвлекающую артподготовку у побережья Сицилии, перед высадкой союзников на этот остров.
В первой половине 1944 года прошёл ремонт и был отправлен на Тихий океан и включён в состав оперативной группы британского флота, действовавшей совместно с американскими ВМС. В июле 1945 года обстреливал главным калибром пригороды Токио. 2 сентября 1945 года участвовал в церемонии капитуляции Японии.
В Великобританию вернулся в марте 1946 года после ремонта в Австралии. Далее стал флагманом флота, но уже в 1947 году поставлен на новый ремонт. В 1948-1949 годах входил в состав учебной эскадры, в сентябре 1949 года выведен в резерв. 30 апреля 1957 года был исключён из списков флота и в начале 1958 года продан на слом.